# Jasper megye (Missouri)
Jasper megye az Amerikai Egyesült Államokban, azon belül Missouri államban található. Megyeszékhelye Carthage, legnagyobb városa Joplin. Lakosainak száma 122 761 fő (2020. április 1.). Jasper megye Barton, Newton, Dade, Lawrence, Crawford és Cherokee megyékkel határos.

## Népesség
A megye népességének változása:
| Lakosok száma | 117 784 | 117 933 | 115 451 | 116 398 | 118 596 | 122 761 |
|               | 2010    | 2011    | 2012    | 2013    | 2015    | 2020    |